# Mistrzostwa Świata Juniorów w Łyżwiarstwie Szybkim 2022
50. Mistrzostwa świata juniorów w łyżwiarstwie szybkim – zawody sportowe, które odbyły się w dniach 28–30 stycznia w Innsbrucku, w Austrii. Były to trzecie w historii mistrzostwa świata, które zostały rozegrane w Austrii, w tym także trzecie w Innsbrucku (wcześniej w latach 1982 i 2007).

## Tabela medalowa
| Lp. | Kraj             | Złoto | Srebro | Brąz | Razem |
| 1.  | Holandia         | 11    | 10     | 3    | 24    |
| 2.  | Japonia          | 2     | 1      | 3    | 6     |
| 3.  | Korea Południowa | 1     | 1      | 3    | 5     |
| 4.  | Rosja            | 1     | 1      | 1    | 3     |
| 5.  | Norwegia         | 1     | 0      | 3    | 4     |
| 6.  | Hiszpania        | 0     | 2      | 0    | 2     |
| 7.  | Kazachstan       | 0     | 1      | 1    | 2     |
| 8.  | Niemcy           | 0     | 0      | 2    | 2     |

## Medale
| Konkurencja      | Złoto                                                       | Srebro                                                         | Brąz                                                                |
| Mężczyźni        |                                                             |                                                                |                                                                     |
| 500 metrów       | Joep Wennemars                                              | Nil Llop                                                       | Yūta Hirose                                                         |
| 1000 metrów      | Joep Wennemars                                              | Kayo Vos                                                       | Tim Prins                                                           |
| 1500 metrów      | Tim Prins                                                   | Joep Wennemars                                                 | Emil Pedersen Matre                                                 |
| 5000 metrów      | Sigurd Henriksen                                            | Stijn Van De Bunt                                              | Władimir Siemirunnij                                                |
| Start masowy     | Yang Ho-jun                                                 | Kayo Vos                                                       | Issei Matsumoto                                                     |
| Wielobój         | Joep Wennemars                                              | Tim Prins                                                      | Emil Pedersen Matre                                                 |
| Sprint drużynowy | Rosja Siergiej Bukujew · Nikita Proszin · Wsiewołod Jatow   | Hiszpania Alexander Rezzonico · Manuel Taibo · Nil Llop        | Korea Południowa Jang Seo-jin · Cho Yeong-jun · Ko Eun-woo          |
| Bieg drużynowy   | Japonia Shōmu Sasaki · Kōtarō Kasahara · Issei Matsumoto    | Holandia Tim Prins · Joep Wennemars · Stijn van de Bunt        | Norwegia Emil Pedersen Matre · Sigurd Henriksen · Sondre Buer Åsebø |
| Kobiety          |                                                             |                                                                |                                                                     |
| 500 metrów       | Pien Smit                                                   | Yukino Yoshida                                                 | Sophie Warmuth                                                      |
| 1000 metrów      | Yukino Yoshida                                              | Alina Dauranova                                                | Jade Groenewoud                                                     |
| 1500 metrów      | Jade Groenewoud                                             | Evelien Vijn                                                   | Chloé Hoogendoorn                                                   |
| 3000 metrów      | Jade Groenewoud                                             | Evelien Vijn                                                   | Mio Takahashi                                                       |
| Start masowy     | Chloé Hoogendoorn                                           | Evelien Vijn                                                   | Park Chae-won                                                       |
| Wielobój         | Jade Groenewoud                                             | Evelien Vijn                                                   | Park Chae-won                                                       |
| Sprint drużynowy | Holandia Jildou Hoekstra · Pien Smit · Chloé Hoogendoorn    | Korea Południowa Lee Soo-yeon · Chung Hyun-seo · Kang Soo-min  | Kazachstan Alina Dauranowa · Darja Gawriłowa · Inessa Szumekowa     |
| Bieg drużynowy   | Holandia Evelien Vijn · Jade Groenewoud · Chloé Hoogendoorn | Rosja Ksienija Korżowa · Walerija Sorokoletowa · Darja Pawłowa | Niemcy Josephine Schlörb · Marlen Ehseluns · Maira Jasch            |